# Ostatni obrońca Camelotu

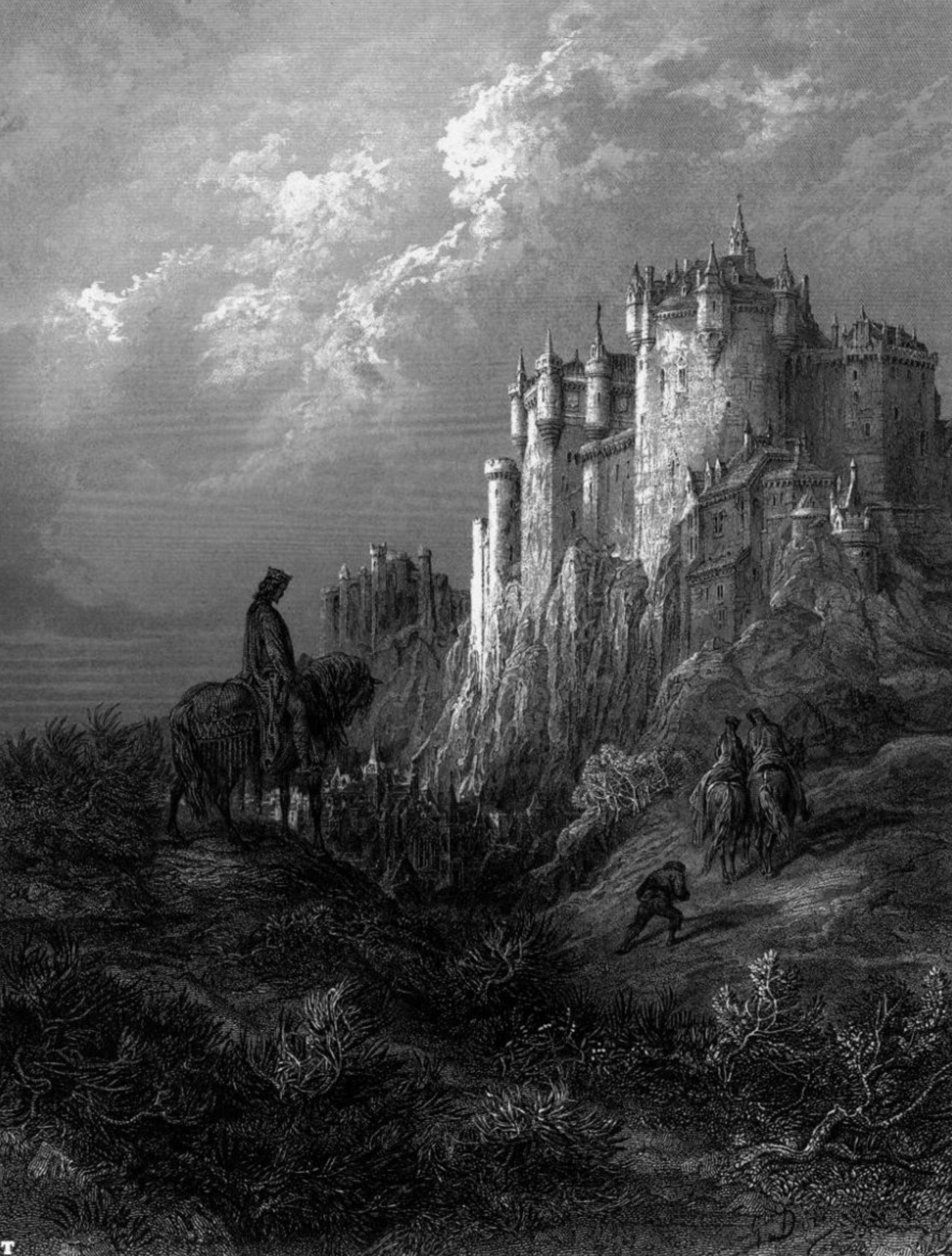
Zamek Camelot, ilustracja Gustave Doré – Idylls of the King, 1868 rok

Ostatni obrońca Camelotu (tyt. oryg. The Last Defender of Camelot) – zbiór opowiadań Rogera Zelazny’ego, wydany w 1980 roku przez wydawnictwo Pocket Books (ISBN 0-671-41773-8). Polskie tłumaczenie, współautorstwa Piotra i Magdaleny Hermanowskich, ukazało się w 1995 roku nakładem Rebisu (ISBN 83-7120-226-1). Nazwa zbioru pochodzi od jednego z opowiadań w nim zawartych.
Opowiadania zostały wybrane przez autora i pochodzą z lat 1962–1979, a każde z nich poprzedzone jest wstępem oraz paroma słowami wprowadzenia, opisującymi genezę powstania utworu, bądź też założenia literackie.

## Dedykacja
Ten zbiór opowiadań

dedykuję

Ruby Olson.

Ruby Olsen to nauczycielka Creative Writing (z ang. twórcze pisarstwo), która wspomogła Rogera Zelazny’ego przy pisaniu opowiadania Mr. Fuller's Revolt.

## Zawartość
- Jego Wielki Wyścig („Passion Play”)
- Jeźdźcy („Horseman!”)
- Stalowa pijawka („The Stainless Steel Leech”)
- Przerażająco piękna rzecz („A Thing of Terrible Beauty”)
- Psychouczestnik(inne języki) („He Who Shapes”)
- Nadchodzi moc („Come now the Power”)
- Auto da fé(inne języki) („Auto-Da-Fe”)
- Aleja Potępienia („Damnation Alley”)
- Z każdym moim oddechem(inne języki) („For a Breath I Tarry”)
- Maszyna z Ośrodka Wiosennego Serca („The Engine at Heartspring's Center”)
- Gra („The Game of Blood and Dust”)
- Nagrody nie będzie („No Award”)
- Czy jest tu jakiś demoniczny kochanek? („Is there a Demon Lover in the House?”)
- Ostatni obrońca Camelotu („The Last Defender of Camelot”)
- Rubin („Stand Pat, Ruby Stone”)
- Półjack („Halfjack”)